# アラスター・マッコーコデール
アラスター・マッコーコデール（Alastair McCorquodale、1925年12月5日 – 2009年2月27日）は、スコットランドのグラスゴー出身の陸上競技選手、クリケット選手。
1948年にイギリスで開催されたロンドンオリンピックにイギリス代表として陸上競技に出場した。男子100mではパナマのロイド・ラビーチとほぼ同着で銅メダルを争ったものの、写真判定によりメダルを逃した。4x100mリレーではジョン・アーチャー、ジョン・グレゴリー、ケネス・ジョーンズと共に出場し、銅メダルを獲得した。
クリケットではハーロー校へと通いそこでクリケットを始めた。左打ちのバッツマンや右投げのファストボーウラーとしてフリー・フォレスターズ、メリルボーン・クリケットクラブ、ミドルセックス・カントリー・クリケットクラブなどに所属していた。1951年から1952年のメリルボーン・クリケットクラブのカナダ遠征にも参加している。
彼はハーバート・ブローク・ターナー少佐と13代ウェストモアランド伯爵の娘、イーニッド・フェーン婦人との間に生まれたローズマリー・ターナーと結婚している。また彼女との間には2人の子供が生まれ、後にジェフリー・ファン・カッツエンと結婚したサリー、ダイアナ妃の姉であるサラ・スペンサーと結婚したニールがいる。